# ليمون العرصة
ليمون العرسة أو روبس العرصة، هي فاكهة حمضية من فصيلة الحمضيات، منها كبيرة ومتوسطة الحجم، ذات قشرة صفراء داكنة، تحظى بشعبية كبيرة في المغرب.

## الوصف

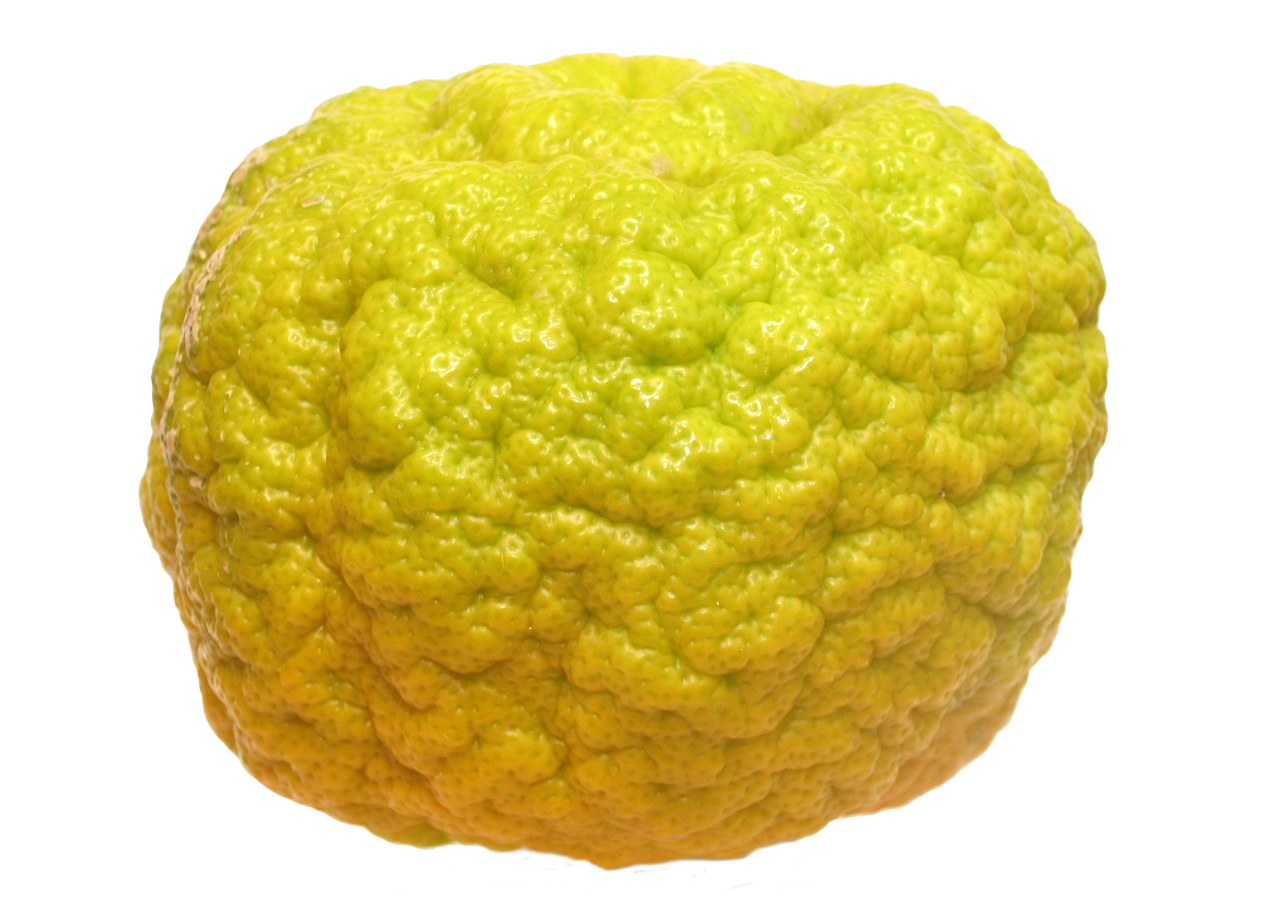
ثمار الليمون

النبات عبارة عن شجيرة دائمة الخضرة ذات براعم خضراء قوية وأوراق مستديرة، الثمرة مستديرة ومسطحة إلى حد ما، اللب حمضي فاكهي، مع بياض حلو وممتع، لحاء مرير قليلاً، تنضج في فبراير أو مارس.
ينظر إليه أنه نبات هجين من الأترج، تمت زراعة مثل هذه الأترج مع البرتقال الحامض حول البحر الأبيض المتوسط بعد إدخال الأخير من قبل المغاربة في القرن الثامن.